# Správní obvod obce s rozšířenou působností Stříbro
Správní obvod obce s rozšířenou působností Stříbro je od 1. ledna 2003 jedním ze dvou správních obvodů rozšířené působnosti obcí v okrese Tachov v Plzeňském kraji. Čítá 24 obcí.
Města Stříbro a Bezdružice jsou obcemi s pověřeným obecním úřadem.

## Seznam obcí
Poznámka: Města jsou vyznačena tučně.
- Benešovice
- Bezdružice
- Cebiv
- Černošín
- Erpužice
- Horní Kozolupy
- Kladruby
- Kokašice
- Konstantinovy Lázně
- Kostelec
- Kšice
- Olbramov
- Ošelín
- Prostiboř
- Skapce
- Stříbro
- Sulislav
- Svojšín
- Sytno
- Trpísty
- Únehle
- Vranov
- Záchlumí
- Zhoř

## Obyvatelstvo
| Rok  | Obyv.  | ± %    |
| ---- | ------ | ------ |
| 1869 | 24 642 | —      |
| 1880 | 25 310 | +2,7 % |
| 1890 | 25 506 | +0,8 % |
| 1900 | 25 478 | −0,1 % |
| 1910 | 26 282 | +3,2 % |

| Rok  | Obyv.  | ± %     |
| ---- | ------ | ------- |
| 1921 | 26 625 | +1,3 %  |
| 1930 | 26 390 | −0,9 %  |
| 1950 | 15 233 | −42,3 % |
| 1961 | 15 998 | +5 %    |
| 1970 | 16 357 | +2,2 %  |

| Rok  | Obyv.  | ± %    |
| ---- | ------ | ------ |
| 1980 | 16 369 | +0,1 % |
| 1991 | 16 592 | +1,4 % |
| 2001 | 16 649 | +0,3 % |
| 2011 | 16 589 | −0,4 % |
| 2021 | 16 552 | −0,2 % |